# John Racener
John Racener (né le 16 décembre 1985) est un joueur professionnel américain de poker ayant notamment fini deuxième du Main Event des World Series of Poker 2010.

## Résultats
En 2006, le jour de ses 21 ans, il se classe 3e de son premier tournoi live à Atlantic City et remporte 103 527 $.
En 2007, il parvient en table finale du WPT Borgata Winter Open.
En 2010, il décroche son plus gros gain en finissant 2e du Main Event des World Series of Poker 2010, et remporte 5 500 000 $.
En 2017, il remporte un bracelet WSOP en remportant l'event #17 10k$ Dealers Choice - 6 Handed des WSOP 2017.
En 2018, ses gains en tournoi dépassent les 10 000 000 $.